# Tino Jorio
Tino Jorio (* 17. September 1950) ist ein Schweizer Politiker (CVP) des Kantons Zug. Er ist heimatberechtigt in Bellinzona.

## Biografie
Jorio studierte Jurisprudenz in Freiburg im Üechtland und erlangte 1976 nach einem Jahr Praxis das kantonale Anwalts- und Notariatspatent. Zwischen 1976 und 1998 arbeitete der promovierte Jurist als Direktionssekretär der kantonalen Sanitätsdirektion, als Anwalt für eine Rechtsschutzversicherung und als Leiter des Rechtsdienstes der Kreisdirektion II der Schweizerischen Bundesbahnen in Luzern. Von 1995 bis 1998 war er nebenamtlicher Oberrichter. Ab dem Mai 1998 war er im Regierungsrat und bis 2011 war er Landschreiber. Beim Zuger Attentat am 27. September 2001 war Tino Jorio unverletzt. Die Anschläge in Oslo und auf der Insel Utøya, die Tino Jorio hautnah miterlebte, da er sich zu dem Zeitpunkt im Urlaub in Oslo befand, führten nach seiner eigenen Aussage dazu, dass er sich mit 61 Jahren aus der Politik und dem Amt als Landschreiber in die Pension zurückzog.
Tino Jorio ist mit Ruth Jorio-Haag verheiratet. Er hat eine erwachsene Tochter und einen erwachsenen Adoptivsohn. 